# 아르테미사주

아르테미사주의 위치

아르테미사주(스페인어: Provincia de Artemisa)는 쿠바 서부에 위치한 주로 주도는 아르테미사이며 면적은 4,004.27km2, 인구는 502,312명(2010년 기준)이다.
2011년 1월 1일 옛 아바나주에서 분리되어 신설되었다. 북쪽으로는 플로리다 해협과 멕시코만, 남쪽으로는 바타바노만과 접하며 동쪽으로는 아바나시와 마야베케주, 서쪽으로는 피나르델리오주와 접한다. 11개 지방 자치체를 관할한다.